# Pont Rama IX
Cette page contient des caractères thaïs. En cas de problème, consultez Aide:Unicode ou testez votre navigateur.
Le pont Rama IX (en thaï : สะพานพระราม 9) est un pont à haubans situé à Bangkok, en Thaïlande. Il franchit la rivière Chao Phraya. Il relie le quartier Yan Nawa à celui de Rat Burana.
Le pont a été mis en service le 5 décembre 1987, à l'occasion du 60e anniversaire du roi Rama IX, qui a également donné son nom au pont. Lors de son ouverture, il était l'unique pont à haubans en Thaïlande et possédait la deuxième plus longue portée de ponts à haubans dans le monde.
La combinaison de couleurs initiale du pont, comportant des pylônes blancs et des câbles noirs, a été changée en 2006 en une combinaison entièrement jaune représentant le roi.

## Structure du pont

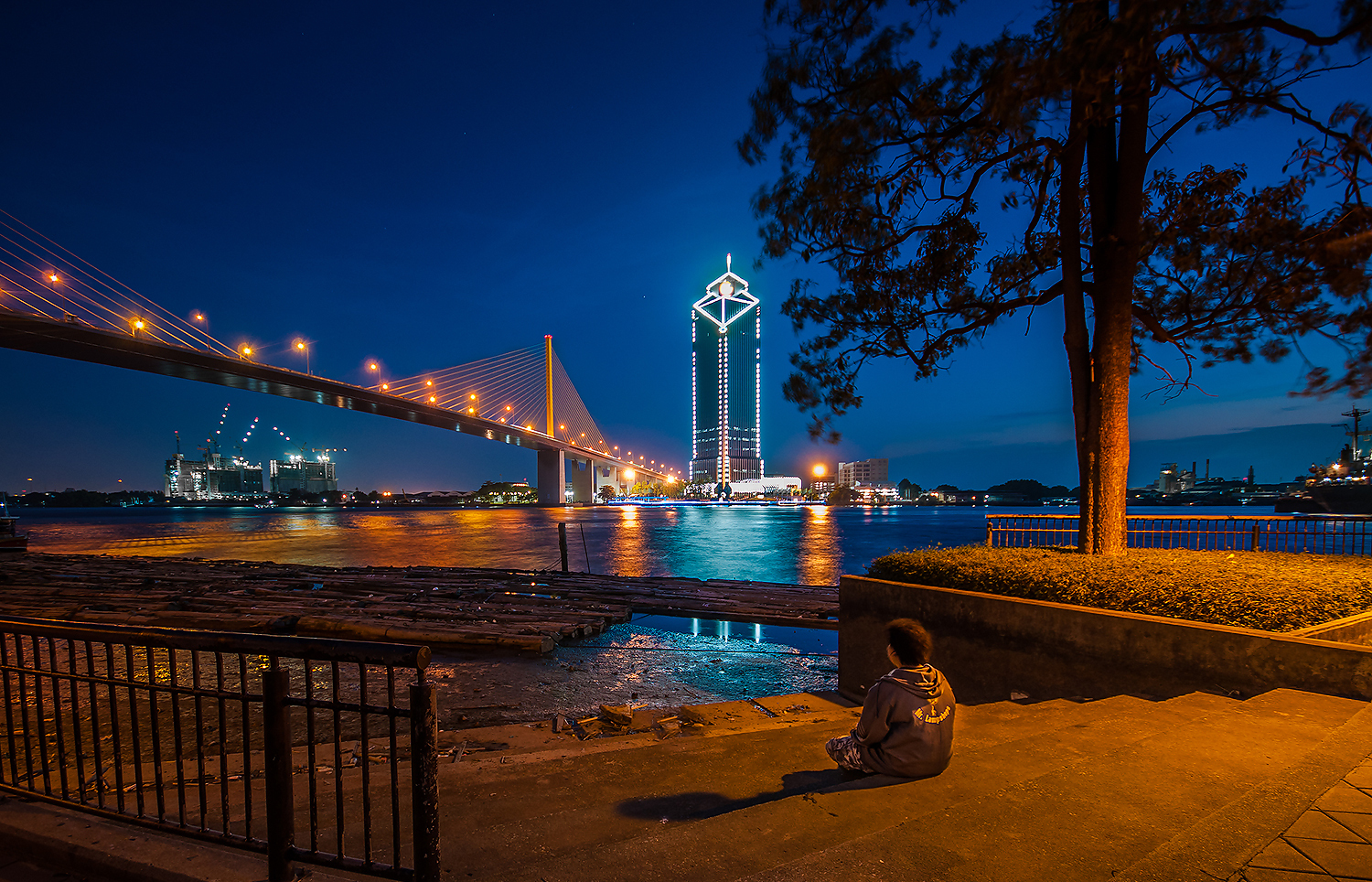
Le pont Rama IX.

La superstructure en acier comprend le pont, le mât gréé et le câble. La portée principale, en forme de trapèze, mesure 450 mètres de long et 33 mètres de large. Elle s'étend entre deux principaux pylônes de dimension 3,00 m x 4,50 m. Ceux-ci servent à maintenir la tension du câble et du poids dans la pile du pylône. 
Le pont dispose d'un passage sur le côté. Les câbles variant de 121 à 167 mm de diamètre sont constitués d'un grand nombre de petits fils enroulés entre eux. Ceux qui possèdent une longueur comprise entre de 50 à 223 mètres peuvent absorber une tension entre 1 500 et 3 000 tonnes.